# Teresa Marinova
Teresa Marinova (en bulgare : Тереза Маринова), née le 5 septembre 1977 à Pleven, est une athlète bulgare pratiquant le triple saut.
Elle remporte une médaille d'or aux Jeux olympiques d'été de 2000, à Sydney. Ce jour-là, elle réalise un bond de 15,20 m.

## Biographie

### Palmarès
| Date | Compétition                    | Lieu        | Résultat | Performance |
| ---- | ------------------------------ | ----------- | -------- | ----------- |
| 1995 | Championnats d'Europe juniors  | Nyiregyhaza | 1re      | 13,90 m     |
| 1996 | Championnats du monde juniors  | Sydney      | 1re      | 14,62 m     |
| 1997 | Championnats du monde en salle | Paris       | 8e       | 14,00 m     |
| 1997 | Championnats du monde          | Athènes     | 6e       | 14,34 m     |
| 1998 | Championnats d'Europe          | Budapest    | 3e       | 14,50 m     |
| 1999 | Championnats du monde en salle | Maebashi    | 4e       | 14,76 m     |
| 2000 | Jeux olympiques                | Sydney      | 1re      | 15,20 m     |
| 2001 | Championnats du monde en salle | Lisbonne    | 1re      | 14,91 m     |
| 2001 | Championnats du monde          | Edmonton    | 3e       | 14,58 m     |
| 2001 | Goodwill Games                 | Brisbane    | 2e       | 14,37 m     |
| 2001 | Finale du Grand Prix IAAF      | Melbourne   | 1re      | 14,77 m     |
| 2002 | Championnats d'Europe en salle | Vienne      | 1re      | 14,81 m     |
| 2006 | Championnats du monde en salle | Moscou      | 6e       | 14,37 m     |
| 2006 | Championnats d'Europe          | Göteborg    | 6e       | 14,20 m     |

### Records
| Épreuve     | Épreuve      | Performance | Lieu     | Date              |
| ----------- | ------------ | ----------- | -------- | ----------------- |
| Triple saut | En plein air | 15,20 m     | Sydney   | 24 septembre 2000 |
| Triple saut | En salle     | 14,91 m     | Lisbonne | 11 mars 2001      |